# C-reaktivna beljakovina
C-reaktivna beljakovina ali C-reaktivni protein (krajš. CRP), obročasta pentamerna beljakovina v krvni plazmi, je glavni reaktant akutne faze vnetja. Njegova zvišana koncentracija v serumu je kazalnik vnetja ali okužbe. V medicini se meritev ravni CRP uporablja kot splošna, nespecifična preiskava za ugotavljanje akutne faze sistemskega vnetja, npr. pri avtoimunskih boleznih, boleznih veziva (npr. revmatoidnem artritisu), okužbah ali sepsi ter za spremljanje odziva na antibiotično zdravljenje pri bakterijskih okužbah.
Njena fiziološka vloga je vezava na lizofosfatidilholin, ki se izraža na površini mrtvih ali umirajočih celic, nekaterih vrst bakterij in limfocitov T, ter aktivacija sistema komplementa preko C1q. Sintetizira se v jetrih, in sicer se sinteza CRP-ja sproži kot odgovor na dejavnike, ki jih sproščajo makrofagi in maščobne celice (adipociti).

## Poimenovanje
C-reaktivno beljakovino so prvič odkrili kot snov v serumu bolnikov z akutnim vnetjem, ki je reagirala s protitelesi proti kapsularnim polisaharidom C pnevmokoka, in jo zato tako poimenovali.

## Kliničen pomen
Določanje CRP-ja se v klinični praksi pogosto uporablja kot splošna, nespecifična preiskava. Njegova zvišana koncentracija v serumu je kazalnik vnetja ali okužbe. Gre za zelo občutljivo preiskavo z visoko negativno napovedno vrednostjo, ni pa zelo specifična. Zvišane vrednosti kažejo na to, da v telesu poteka vnetje, vendar ne da nikakršne informacije o mestu vnetja. Koncentracija CRP-ja je lahko zvišana tudi zaradi drugih vzrokov, na primer po kirurškem posegu. Vnetje, ki povzroči zvišanje vrednosti CRP-ja, je lahko posledica okužbe, sistemske bolezni veziva, maligne bolezni, hipoksije, poškodbe, opekline idr.
Vrednosti CRP-ja so ponavadi zvišane, kadar gre za bakterijsko okužbo, pri virusni okužbi pa vrednosti ostanejo nizke.